# Kärleksknuten
Kärleksknuten (en. The Love Knot) är en bok skriven av den brittiska författaren Elizabeth Chadwick. Den utspelar sig under 1100-talet.

## Handling
Oliver Pascal upptäcker då han återvänder från en pilgrimsfärd att han har förlorat sitt hem och att landet är skövlat av inbördeskrig. En dag räddar han den mystiska Catrin, som är barnskötare till en av konungens oäktingar, Richard. Oliver, Catrin och Richard stannar i en borg där de alla får jobb. Oliver som riddare, Richard som väpnare och Catrin som läkare.
Dagarna och åren går och kärleken mellan Catrin och Oliver växer, men en dag händer det som inte får hända, Catrins make Louis kommer tillbaka.